# 산악자이언트순다쥐
산악자이언트순다쥐 또는 자이언트산악쥐(Sundamys infraluteus)는 쥐과에 속하는 설치류의 일종이다. 대형 쥐로 전체 몸길이는 480~640mm, 꼬리 길이를 제외한 머리부터 몸까지 몸길이는 230~290mm이다. 몸무게는 230~600g이다. 몸무게 500g은 비정상적으로 무거운 편으로 평균 약 300g인 시궁쥐보다 약간 크다. 거의 진한 갈색을 띠며, 얼룩은 연한 갈색이다. 털이 길고, 더 긴 조모와 함께 덮여 있다. 꼬리는 균일한 갈색을 띤다.

## 서식지 및 습성
해발 700m와 2400m 사이의 산악 숲에서 서식한다. 동남아시아 특히 인도네시아와 말레이시아에서 발견된다. 잡식성 동물이다.

## 기타
추리 소설 작가 아서 코난 도일이 쓴 "서섹스 뱀파이어의 모험 (The Adventure of the Sussex Vampire)"에 수마트라의 자이언트쥐()라는 이름으로 등장한다. 레슬리 클링거(Leslie S. Klinger)를 포함한 일부 저자들이 이 쥐를 Sundamys infraluteus로 명명했다.